# Chirurgia endocrina
La chirurgia endocrina è un capitolo molto vasto della chirurgia generale, ma può comprendere anche altre specialità chirurgiche (neurochirurgia, otorinolaringoiatria, ginecologia, chirurgia toracica).
A seconda delle ghiandole endocrine trattate possiamo parlare di:
- Chirurgia della tiroide
- Chirurgia delle paratiroidi
- Chirurgia dei surreni
- Chirurgia del pancreas endocrino